# Воттиньяско
Воттиньяско (итал. Vottignasco) — коммуна в Италии, располагается в регионе Пьемонт, в провинции Кунео.
Население составляет 552 человека (2008 г.), плотность населения составляет 69 чел./км². Занимает площадь 8 км². Почтовый индекс — 12020. Телефонный код — 0171.
Покровительницей коммуны почитается Пресвятая Богородица (Madonna del Bosco), празднование 24 июня.

## Демография
Динамика населения:

## Администрация коммуны
- Официальный сайт: https://web.archive.org/web/20110305132519/http://www.vottignasco.eu/